# Waterfalls
Waterfalls (englisch für „Wasserfälle“) ist ein Lied des US-amerikanischen Hip-Hop-Trios TLC, das im November 1994 erschien und als Single im Mai 1995 zum Nummer-eins-Hit avancierte, welches unter anderem vier MTV Video Music Awards gewann.

## Entstehung und Veröffentlichung
Geschrieben wurde das R&B-Lied von TLC-Mitglied Lisa Lopes sowie den Koautoren Brandon Bennett, Marqueze Etheridge und dem Produzententeam Organized Noize (bestehend aus Patrick Brown, Ray Murray und Rico Wade). Letztere zeichneten zudem auch für die Produktion verantwortlich. 2007 erwähnte der britische Musiker Paul McCartney in einem Interview zwei Zeilen des Refrains, die seinem Lied Waterfalls entnommen seien.
Die Erstveröffentlichung von Waterfalls erfolgte am 15. November 1994 bei den Musiklabels Arista Records und LaFace Records, als Teil des zweiten TLC-Studioalbums CrazySexyCool. Am 22. Mai 1995 erschien das Lied als dritte Singleauskopplung aus dem Album.

## Inhalt
Das Lied behandelt in der ersten Strophe Bandenkriminalität und Mord, in der zweiten ungeschützten Geschlechtsverkehr, HIV und AIDS und in der dritten Kokainabhängigkeit.

## Rezeption

### Mediale Verwendung
Im Film Wir sind die Millers (2013) singen die Hauptdarsteller lauthals mit, als das Lied im Radio läuft. In Die etwas anderen Cops (2010) zitiert der Polizei-Captain mehrfach TLC-Lieder. So bittet er seine Untergebenen darum, „keine Wasserfälle zu verfolgen“.

### Preise
Bei den MTV Video Music Awards 1995 gewannen TLC mit Waterfalls vier der Auszeichnungen, darunter den „Best-Choice“-Preis, der nach einer Zuschauerabstimmung verliehen wurde, sowie in den Kategorien „Best Group Video“ oder auch „Video of the Year“.
1996 war das Stück für zwei Grammy Awards nominiert: „Record of the Year“ und „Best Pop Performance by a Duo or Group with Vocal“.

## Kommerzieller Erfolg

### Chartplatzierungen
| ChartsChartplatzierungen       | Höchstplatzierung | Wochen |
| ------------------------------ | ----------------- | ------ |
| Deutschland (GfK)              | 5 (23 Wo.)        | 23     |
| Österreich (Ö3)                | 3 (12 Wo.)        | 12     |
| Schweiz (IFPI)                 | 1 (27 Wo.)        | 27     |
| Vereinigte Staaten (Billboard) | 1 (34 Wo.)        | 34     |
| Vereinigtes Königreich (OCC)   | 4 (14 Wo.)        | 14     |

| ChartsJahrescharts (1995)      | Platzierung |
| ------------------------------ | ----------- |
| Deutschland (GfK)              | 38          |
| Schweiz (IFPI)                 | 26          |
| Vereinigte Staaten (Billboard) | 2           |
| Vereinigtes Königreich (OCC)   | 30          |

### Auszeichnungen für Musikverkäufe
| Land/Region                  | Auszeichnungen für Musikverkäufe (Land/Region, Auszeichnung, Verkäufe) | Verkäufe  |
| ---------------------------- | ---------------------------------------------------------------------- | --------- |
| Australien (ARIA)            | Platin                                                                 | 70.000    |
| Dänemark (IFPI)              | Gold                                                                   | 45.000    |
| Deutschland (BVMI)           | Gold                                                                   | 250.000   |
| Kanada (MC)                  | Platin                                                                 | 80.000    |
| Neuseeland (RMNZ)            | 3× Platin                                                              | 90.000    |
| Norwegen (IFPI)              | Platin                                                                 | 20.000    |
| Vereinigte Staaten (RIAA)    | Platin                                                                 | 1.000.000 |
| Vereinigtes Königreich (BPI) | 2× Platin                                                              | 1.200.000 |
| Insgesamt                    | 2× Gold · 9× Platin ·                                                  | 2.755.000 |

Hauptartikel: TLC (Band)/Auszeichnungen für Musikverkäufe

## Coverversionen
- Weird Al Yankovic veröffentlichte eine Parodie mit dem Titel Phony Calls.
- Es existiert eine Coverversion von Prince.[13]
- 2018 wurden (unter anderen) Teile dieses Liedes vom Browser Ballett für Backup-Reminder umgedichtet verwendet.[14]